# Episodi di Andromeda (prima stagione)
La prima stagione della serie televisiva Andromeda, composta da 22 episodi, è stata trasmessa per la prima volta dal 2 ottobre 2000 al 14 maggio 2001.
| nº | Titolo originale                   | Titolo italiano                | Prima TV USA     | Prima TV Italia |
| -- | ---------------------------------- | ------------------------------ | ---------------- | --------------- |
| 1  | Under the Night                    | Andromeda                      | 2 ottobre 2000   |                 |
| 2  | An Affirming Flame                 | Un equipaggio per l'Andromeda  | 9 ottobre 2000   |                 |
| 3  | Too Loose the Faithful Lightening  | I sacri guerrieri              | 16 ottobre 2000  |                 |
| 4  | D Minus Zero                       | Una scelta difficile           | 23 ottobre 2000  |                 |
| 5  | Double Helix                       | Strategie                      | 30 ottobre 2000  |                 |
| 6  | Angel Dark, Demon Bright           | L'angelo della morte           | 6 novembre 2000  |                 |
| 7  | The Ties that Blind                | Fratelli                       | 13 novembre 2000 |                 |
| 8  | The Banks of the Lethe             | Un amore impossibile           | 20 novembre 2000 |                 |
| 9  | A Rose in the Ashes                | Testa o croce                  | 27 novembre 2000 |                 |
| 10 | All Great Neptune's Ocean          | Non c'è giustizia senza verità | 15 gennaio 2001  |                 |
| 11 | The Pearls that Were His Eyes      | Memorie                        | 22 gennaio 2001  |                 |
| 12 | The Mathematics of Tears           | La nave fantasma               | 29 gennaio 2001  |                 |
| 13 | Music of a Distant Drum            | La memoria perduta             | 5 febbraio 2001  |                 |
| 14 | Harper 2.0                         | Incubi dal passato             | 12 febbraio 2001 |                 |
| 15 | Forced Perspective                 | Prospettiva forzata            | 19 febbraio 2001 |                 |
| 16 | The Sum of Its Parts               | L'intero e le parti            | 26 febbraio 2001 |                 |
| 17 | Fear and Loathing in the Milky Way | Invasioni                      | 9 aprile 2001    |                 |
| 18 | The Devil Take the Hindmost        | Il prescelto                   | 16 aprile 2001   |                 |
| 19 | The Honey Offering                 | Una donna pericolosa           | 23 aprile 2001   |                 |
| 20 | Star Crossed                       | Nello spazio                   | 30 aprile 2001   |                 |
| 21 | It Makes a Lovely Light            | Rientro impossibile            | 7 maggio 2001    |                 |
| 22 | Its Hour Come Round at Last        | Il secondo Avvento             | 14 maggio 2001   |                 |

## Andromeda
- Titolo originale: Under the Night
- Diretto da: Allan Kroeker
- Scritto da: Robert Hewitt Wolfe

### Trama
L'astronave della Confederazione Andromeda, capitanata da Dylan Hunt, risponde a una richiesta di soccorso solo per scoprire che è una trappola. Le navi da guerra li circondano e aprono il fuoco. In un ultimo disperato tentativo, il capitano Hunt evacua la nave che rimane intrappolata nel pozzo gravitazionale di un buco nero dove il tempo rallenta drasticamente. Secoli dopo, un gruppo di spazzini vuole spostare la nave dalla sua posizione, ma non contano sul fatto che a bordo ci sia qualcuno ancora vivo.

## Un equipaggio per l'Andromeda
- Titolo originale: An Affirming Flame
- Diretto da: Brenton Spencer
- Scritto da: Robert Hewitt Wolfe

### Trama
Il capitano Dylan Hunt tenta di scacciare gli invasori dalla sua astronave. Riesce a spaventare Gerentex, che lascia indietro molti dei suoi sottoposti. Prende la Maru e la usa per rimandare l'Andromeda, ancora senza motore, in rotta di ritorno nel buco nero. I restanti spazzini lavorano con Dylan per riprendere il controllo del motore e liberarsi dal pozzo gravitazionale. Una volta liberi, riprendono il controllo della Maru da Gerentex e Dylan invita i sopravvissuti a unirsi al suo equipaggio e ristabilire la Confederazione.

## I sacri guerrieri
- Titolo originale: To Loose the Fateful Lightning
- Diretto da: Brenton Spencer
- Scritto da: Matt Kiene e Joe Reinkemeyer

### Trama
Andromeda trova una stazione dell'Alta Guardia abitata dai discendenti adolescenti dell'equipaggio originale. Sebbene vogliano ricostruire la Confederazione, la loro comprensione della storia è stata corrotta nel tempo e le loro convinzioni potrebbero essere letali per tutti.

## Una scelta difficile
- Titolo originale: D Minus Zero
- Diretto da: Allan Eastman
- Scritto da: Zack Stentz e Ashley Miller

### Trama
Andromeda viene attaccata dai Restauratori, un gruppo contrario ai viaggi nello spazio. 

## Strategie
- Titolo originale: Double Helix
- Diretto da: Michael Rohl
- Scritto da: Matt Kiene e Joe Reinkemeyer

### Trama
L'Andromeda cerca di mediare un conflitto tra i Than e un clan nietzscheano. A Tyr, l'ultimo del suo clan, viene offerta la possibilità di unirsi al clan e a una sposa. Tyr non sa se schierarsi con la sua gente o con l'Andromeda.

## L'angelo della morte
- Titolo originale: Angel Dark, Demon Bright
- Diretto da: Allan Eastman
- Scritto da: Robert Hewitt Wolfe

### Trama
Trance cerca di pilotare l'Andromeda attraverso l'iperspazio e l'equipaggio finisce per viaggiare indietro nel tempo, fino a poco prima della caduta della Confederazione. L'equipaggio deve decidere se intraprendere azioni che potrebbero mettere in pericolo il futuro.

## Fratelli
- Titolo originale: The Ties That Blind
- Diretto da: David Warry-Smith
- Scritto da: Ethlie Ann Vare

### Trama
Rispondendo a una richiesta di soccorso da una nave Wayist, Beka è sorpresa di trovare suo fratello a bordo. La maggior parte dell'equipaggio sembra sospettosa della coppia di nuovi arrivati, soprattutto di Rafe Valentine, data la sua squallida storia. Quando ruba la Maru per visitare un monastero, i presentimenti di Beka sembrano diventare realtà. Tuttavia, quando lo trova in un monastero Wayist, crede che abbia davvero voltato pagina.

## Un amore impossibile
- Titolo originale: The Banks of the Lethe
- Diretto da: David Winning
- Scritto da: Ashley Miller e Zack Stentz

### Trama
Quando Andromeda esegue esperimenti su un buco nero, Dylan invia un messaggio nel buco nero dicendo addio ai suoi cari. Il messaggio viene ricevuto dalla donna che ha lasciato, 300 anni prima, un effetto collaterale dell'esperimento. Quando trovano un modo per riportarlo indietro nel tempo, sa che non può restare e impedire la caduta della Confederazione.

## Testa o croce
- Titolo originale: A Rose in the Ashes
- Diretto da: David Warry-Smith
- Scritto da: Ethlie Ann Vare

### Trama
Mentre tenta di convincere gli araziani a rientrare nella Confederazione, Dylan viene arrestato per sedizione e condannato all'ergastolo. In prigione, è costretto a combattere contro un prigioniero Magog per vincere la sua parte di cibo. Si guadagna il rispetto della donna che sembra essere al comando e trova Rommie in gabbia. Nel frattempo, l'equipaggio dell'Andromeda è ansioso di trovare il loro capitano.

## Non c'è giustizia senza verità
- Titolo originale: All Great Neptune's Ocean
- Diretto da: Allan Harmon
- Scritto da: Walter Jon Williams

### Trama
Un cancelliere fa visita all'Andromeda, Tyr interrompe la sua visita riportando alcuni atti passati che il cancelliere ha commesso contro i nietzscheani. Dylan ordina a Tyr di scusarsi, ma mentre Tyr fa visita al cancelliere, questo viene ucciso e Tyr viene ritrovato privo di sensi. L'equipaggio di Andromeda deve trovare il colpevole.

## Memorie
- Titolo originale: The Pearls That Were His Eyes
- Diretto da: David Winning
- Scritto da: Ethlie Ann Vare

### Trama
Quando si avvicina alla stazione di El Dorado, Beka riceve un messaggio da suo "zio" Sid, che è in grossi guai. Lei gli va incontro, con Trance al seguito. Beka scopre che il messaggio di Sid è stato inviato 3 anni prima e ora la situazione è drasticamente diversa.

## La nave fantasma
- Titolo originale: The Mathematics of Tears
- Diretto da: T.J. Scott
- Scritto da: Matt Kiene e Joe Reinkemeyer

### Trama
Mentre Trance si è presa una vacanza senza preavviso, Dylan e il resto dell'equipaggio indagano sui resti di una nave stellare abbandonata dell'Alta Guardia, la Pax Magellanic. Lì trovano l'ultimo membro dell'equipaggio di oltre 300 anni, ma apparentemente non invecchiato di un giorno. Afferma che sia dovuto alle radiazioni del pianeta distrutto nelle vicinanze e poiché il generatore iperspazio è stato irrimediabilmente danneggiato, è rimasto in prossimità delle rovine del pianeta.

## La memoria perduta
- Titolo originale: Music of a Distant Drum
- Diretto da: Allan Kroeker
- Scritto da: Robert Hewitt Wolfe

### Trama
Tyr ha perso la memoria e fa amicizia con una piccola famiglia. Alcuni Nietzscheani arrivano alla ricerca di Tyr e di ciò che ha rubato loro. Tyr deve capire cosa stanno cercando e recuperare la memoria il prima possibile.

## Incubi dal passato
- Titolo originale: Harper 2.0
- Diretto da: Richard Flower
- Scritto da: John Whelpley

### Trama
Dopo che Harper è stato attaccato da un Perseide morente, acquisisce un livello di intelligenza molto più elevato del solito. Un cacciatore di taglie arriva per il Perseide morto e Dylan indaga sul motivo per cui il Perseide era ricercato. Incapace di dormire, Harper inizia a parlare in varie lingue straniere, riparare la nave e inventare nuovi gadget. Il cacciatore di taglie ritorna per recuperare le informazioni perse dal Perseide.

## Prospettiva forzata
- Titolo originale: Forced Perspective
- Diretto da: George Mendeluk
- Scritto da: Matt Kiene e Joe Reinkemeyer

### Trama
Una missione che Dylan ha svolto per la vecchia Confederazione torna a perseguitarlo. Lui e il suo partner deposero un despota tirannico su Möbius. Il suo sostituto si è rivelato molto peggio ed è una persona che Dylan ha inavvertitamente messo al potere. Il sostituto è ancora vivo.

## L'intero e le parti
- Titolo originale: The Sum of Its Parts
- Diretto da: David Winning
- Scritto da: Steven Barnes

### Trama
Andromeda imbarca un androide di una società di robot senzienti. Sebbene inizialmente amichevole, l'androide cerca di costringere la nave a unirsi alla sua società.

## Invasioni
- Titolo originale: Fear and Loathing in the Milky Way
- Diretto da: David Warry-Smith
- Scritto da: Ashley Miller e Zack Stentz

### Trama
Mentre Trance e Harper sono sulla Maru, sono sorpresi di trovare Gerentex a bordo. Gerentex costringe i due a collaborare al suo ultimo piano.

## Il prescelto
- Titolo originale: The Devil Take the Hindmost
- Diretto da: Allan Eastman
- Scritto da: Ashley Miller e Zack Stentz

### Trama
Dylan e Rev rispondono a una richiesta di aiuto dell'ex maestro di Rev. Lì Dylan li prepara a difendersi dai banditi nel caso in cui l'Andromeda non si presenti per spaventarli. Il maestro di Rev è preoccupato per l'effetto che insegnare loro a uccidere avrà sui loro figli, poiché questi umani hanno una memoria genetica, che trasmette i loro ricordi ai loro figli alla nascita.

## Una donna pericolosa
- Titolo originale: The Honey Offering
- Diretto da: Brad Turner
- Scritto da: Matt Kiene e Joe Reinkemeyer

### Trama
Due clan nietzschiani rivali formeranno un'alleanza e libereranno due sistemi... se Andromeda accompagnerà la futura sposa al suo matrimonio.

## Nello spazio
- Titolo originale: Star-Crossed
- Diretto da: David Warry-Smith
- Scritto da: Ethlie Ann Vare

### Trama
L'Andromeda tenta di difendere un mercantile da un caccia Restoriano, ma nei suoi ultimi momenti il caccia sperona il mercantile, distruggendolo con tutti i 536 passeggeri a bordo. Per quanto improbabile, una capsula di salvataggio è sfuggita all'esplosione trasportando un androide umanoide di nome Gabriel, che afferma di essere un insegnante in fuga dai suoi oppressori. Un ammiraglio che rappresenta l'Alleanza di libero scambio arriva offrendo informazioni sull'ammiraglia Restoriana, un cacciatorpediniere della Confederazione ristrutturato. Dylan mette in atto un piano per distruggere l'ammiraglia, mentre l'avatar di Andromeda sviluppa una relazione con Gabriel.

## Rientro impossibile
- Titolo originale: It Makes a Lovely Light
- Diretto da: Michael Robison
- Scritto da: Ethlie Ann Vare

### Trama
Per il compleanno di Dylan, Harper annulla alcuni dei protocolli dell'Andromeda per organizzare una festa a sorpresa. Beka gli fa un regalo unico: la mappa per Tarn-Vedra, la capitale leggendaria della Confederazione. C'è ansia tra l'equipaggio mentre preparano il loro viaggio.

## Il secondo Avvento
- Titolo originale: Its Hour Come Round at Last
- Diretto da: Allan Eastman
- Scritto da: Robert Hewitt Wolfe

### Trama
Un vecchio ricordo di Andromeda si è attivato e una Rommie alternativa porta l'equipaggio in una missione segreta, che causa un attacco Magog.